# أولاد حادة (هوارة أولاد رحو)
أولاد حادة هي إحدى مشيخات المملكة المغربية، تتبع جغرافيا لإقليم جرسيف وإداريًا لهوارة أولاد رحو. يقدر عدد سكانها بـ 2161 نسمة حسب الإحصاء الرسمي للسكان والسكنى لسنة 2004.